# Coregonus albula
El corégono blanco (Coregonus albula) es un pez de agua dulce que habita los lagos y los ríos del norte de Europa, principalmente en Finlandia, Suecia, Rusia y Estonia, y en algunos lagos de Escocia (Lochmaben, cerca de Dumfries) y de Inglaterra.
El corégono blanco no solo puede encontrarse en el agua dulce, sino también en ciertas acumulaciones de agua salada en el golfo de Finlandia y en el golfo de Botnia, por lo que hay que suponer que al menos algunas poblaciones son eurihalinas. En Rusia, el pez, conocido como "riápushka" (en ruso: ря́пушка o ряпуха, transliteración seǵun Asociación Española de Profesores de Lengua Rusa, adoptada por el Parlamento Europeo) es un sujeto de la heráldica local. 
Este pez se alimenta principalmente de zooplancton, como pequeños crustáceos y sus larvas. Viven en grupos formados por muchos individuos. Depositan sus huevos en suelos arenosos o de contextura similar.
La longitud máxima del corégono blanco es de aproximadamente 45 cm, con un peso máximo menor a un kilogramo. Suelen vivir como máximo diez años.
En el archipiélago sueco de Bahía de Botnia se produce el famoso "Kalix löjrom" (huevas de corégono blanco de Kalix).
El submarino de clase Tench llamado USS Vendace fue nombrado de esta forma por el nombre alternativo del pez, vendace.